# Överbefälhavare (Finland)
Posten överbefälhavare i Finland innehas enligt lag av landets president. Det har dock betraktats som praxis att ett formellt överlåtande av uppgiften sker till kommendören för försvarsmakten i händelse av krig.

## Några överbefälhavare genom historien
- Georg Henrik Jägerhorn, generallöjtnant, utnämndes till överbefälhavare i Finland under den svenska tiden, under fredstiden efter Gustav III:s ryska krig (1788-1790).
- Gustaf Mannerheim, marskalk av Finland, hade det högsta befälet för de vita under finska inbördeskriget (1918) och var överbefälhavare i presidentens ställe under vinterkriget (1939-1940) och fortsättningskriget (1941-1944). Vid slutet av fortsättningskriget 1944 blev han president och var som sådan ex officio även överbefälhavare under Lapplandskriget (1944); med hans militära bakgrund skedde i det läget inget överlämnande av uppgiften från presidenten till någon annan militär, även om det mer direkta befälet innehades av general Hjalmar Siilasvuo.